# Świdna
Die Świdna (polnisch) / Vojtovický potok (tschechisch),  (deutsch Grundwasser, am Oberlauf Mühlbach, am Mittellauf Hutwasser) ist ein rechter Nebenfluss der Raczyna in Tschechien und Polen.

## Verlauf
Der Vojtovický potok entspringt unweit der polnischen Grenze am östlichen Fuße des Przełęcz Gierałtowska (762 m) in dem ehemaligen Dorf Hraničky im Reichensteiner Gebirge in Tschechien. Sein Quellgrund wird von den Bergen Hraniční vrch (Schusterberg), Roveň (Menzelkuppe, 778 m), Brandkoppe (678 m), Strážiště (Hutberg, 812 m), Borůvkový vrch (Urlichberg, 859 m) und Siwa kopa (Schimmelkuppe, 768 m) umgeben. Auf seinem zunächst nach Osten führenden Lauf bildet er im Brettgrund ein enges bewaldetes Tal und durchfließt Nová Véska. Dort teilt sich der Bach am Fuße des Kokeš (Hühnerkoppe, 651 m). Linksseitig zweigt der Mlýnský potok ab, an dem sich das Dorf Vojtovice erstreckt.
Vorbei an Hraničná, Nové Chaloupky, Sedmlánů und Bergov wendet sich der Vojtovický potok an den aus dem Gebirgsvorland herausragenden Kegeln des Lánský vrch (Hubenberg, 422 m) und Kaní hora (Hutberg, 476 m) nach Norden. Entlang seines Laufes liegen die Ortschaften Dolní Les, Buková und Bernartice. Dort wird der Vojtovický potok von der Bahnstrecke Lipová Lázně–Bernartice u Javorníka überbrückt. Anschließend erreicht der Bach polnisches Gebiet, wo er Świdna genannt wird und durchfließt Dziewiętlice. Danach tritt der Bach in das Tiefland Przedgórze Paczkowskie (Patschkauer Vorland) ein und wendet sich nach Nordosten. Er bildet hier zwischen Trzeboszowice und Ratnowice eine breite Aue mit zahlreichen Nebenarmen. Ab Meszno führt der regulierte Lauf der Świdna nach Norden und mündet südlich von Frydrychów in die Raczyna.
Der urtümliche Unterlauf verlief von Meszno, parallel zur Raczyna im schlesischen Tiefland durch Śliwice und vorbei an Zwierzyniec (Jagdschloss Thiergarten). Gegenüber von Wójcice mündete die Świdna auf dem Terrain des Jezioro Nyskie direkt in die Glatzer Neiße.
Der Bach hat eine Länge von 26,2 Kilometern, davon liegen 17,58 Kilometer in Tschechien. Der tschechische Teil des Einzugsgebietes umfasst 42,86 km², dort leben 1354 Menschen. Die durchschnittliche Durchflussmenge an der polnisch-tschechischen Grenze beträgt 0,849 m³/s.

## Zuflüsse
- Ostrý potok (r), Nová Véska
- Studený potok (r), Nová Véska
- Petrovický potok (r), an der Kaní hora
- Studená voda (l), Buková
- Lánský potok (l), unterhalb Dziewiętlice
- Gotartovický potok (r), bei Ratnowice

## Abflüsse
- Mlýnský potok (l), Vojtovice - er mündet in die Studená voda